# Arthur Levy (Rabbiner)
Arthur Levy (2. Juni 1881 in Hochfelden – 1961 in Kiryat Bialik, Israel) war ein deutscher Rabbiner und Autor.

## Leben
Levy, Sohn des Händlers Raphael Levy und der Julie Blum, studierte nach dem Besuch des Gymnasiums in Zabern und Colmar von 1900 bis 1906 in Berlin und Colmar. Im Jahr 1908 wurde er an der Universität Straßburg promoviert. Seit 1911 war er mit Mirjam Barth, einer Tochter des Orientalisten Jakob Barth, verheiratet. Von 1911 bis 1914 war Arthur Levy Rabbiner in Berlin (Schöneberg und Synagoge Lessingstraße) und von 1914 bis 1918 Feldrabbiner bei der 9. Armee. Von 1918 bis 1935 war er wieder als Rabbiner in Berlin (Schöneberg) tätig. Im Jahre 1935 emigrierte er nach Palästina und wurde Rabbiner in Kiryat Bialik.

## Werke

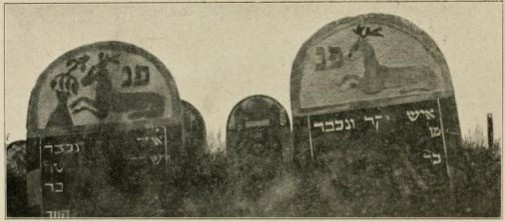
Grabsteine auf dem Jüdischen Friedhof in Bielsk Podlaski, Foto aus dem Buch von Arthur Levy: Jüdische Grabmalkunst in Osteuropa. (Berlin 1923, S. 26)

- Jüdische Grabmalkunst in Osteuropa. Verlag Pionier, Berlin 1923 (Digitalisiert bei der Goethe-Universität Frankfurt am Main); das Buch wurde 2018 von dem Forgotten Books Verlag im Abdruck noch ein Mal herausgegeben.